# Victor Cornelius
 Ikke at forveksle med Victor Cornelins.
Victor Lars Cornelius (22. september 1897 i København – 9. maj 1961 i Gentofte) var en dansk komponist, pianist og sanger.
Blandt hans mest kendte sange kan nævnes Toner fra himlen, Tre røde roser, Lille kammerat, Tak for gode som for onde år, I en sal på hospitalet og Mor er den bedste i verden. Derudover har han også indsunget den første danske version af When You Wish Upon a Star fra Pinocchio i 1940.
Han er begravet på Bispebjerg Kirkegård i København.

## Familie
Hans barnebarn, Lars Cornelius Malm, født 15. maj 1957 i Sverige, er komponist og tekstforfatter. Han bor i Greve tæt på København. Han er ejer af Studie15 Greve og Pladeselskabet Malm Records.
Han har udgivet sangene
- Vores Jord - sunget af Mie & Michell
- Juleønsket - sunget af Vibe Lauth
- Nu gør jeg hvad jeg vil - sunget af Vibe Lauth

## Udvalgt filmografi
- Med fuld musik (1933)
- Snushanerne (1936)
- Alle går rundt og forelsker sig (1941)